# Padma Shri
Padma Shri (o Padma Shree) è la quarta più alta onorificenza civile della Repubblica indiana dopo il Bharat Ratna, il Padma Vibhushan e il Padma Bhushan. Viene conferita tutti gli anni (salvo interruzioni durante gli anni 1978-1980 e dal 1993 al 1997) dal governo indiano in occasione del Giorno della Repubblica.

## Storia
Il governo indiano ha istituito nel 1954 due premi civili: il Bharat Ratna e il Padma Vibhushan, quest'ultimo con tre classi: Pahela Varg, Dusra Varg e Tisra Varg, rinominati l'8 gennaio 1955 per decisione del presidente delle repubblica in Padma Vibhushan, Padma Bhushan e Padma Shri.
I premi Padma sono divisi in tre categorie: Padma Vibhushan (assegnati per un servizio eccezionale e distinto), Padma Bhushan (per servizio distinto di alto ordine) e Padma Shri (servizio distinto). Sono stati istituiti per conferire ai cittadini dell'India un riconoscimento del loro contributo in vari settori di attività, tra cui l'arte, l'istruzione, l'industria, la letteratura, la scienza, lo sport, la medicina, il servizio sociale e civile, e gli affari pubblici. È stato inoltre assegnato ad alcune personalità straniere, ma che hanno dato il loro contribuito in vari modi all'India.
Le candidature possono essere inviate solo online tra l'1 e il 15 settembre di ogni anno da cittadini o organizzazioni. Il comitato di selezione è guidato dal Segretario del Gabinetto ed è costituito ogni anno dal Primo Ministro, dal Segretario Generale, il Segretario del Presidente e da quattro a sei membri eminenti. Le raccomandazioni del comitato sono sottoposte all'approvazione del Primo Ministro e del Presidente dell'India. 
I criteri di selezione sono stati criticati in alcune situazioni, affermandosi che molti artisti altamente meritevoli sono stati lasciati fuori per favorire altri.
L'onorificenza può essere data anche postumo.

## La medaglia
La parte frontale della medaglia contiene le parole Padma, che significa "loto" in sanscrito e Shri, un equivalente derivato dal sanscrito che indica "signore" o "signora", che appaiono in Devanagari, sopra e sotto ad un fiore di loto. Il motivo geometrico su entrambi i lati è in bronzo brunito. Tutta la goffratura è in oro bianco. Sul retro è presente un emblema statale di platino dell'India collocata al centro, con il motto nazionale dell'India, Satyamev Jayate, सत्यमेव जयते in hindi (La verità vince sempre) nell'alfabeto Devanagari.
La decorazione va indossata dagli uomini sul lato sinistro del petto, sostenuta da un nastro semplice di colore lotus pink largo un quarto di pollice e dalle donne sulla spalla sinistra, sostenuta da un nastro dello stesso colore modellato ad arco.
A settembre 2018, 2912 persone hanno ricevuto il premio.

## Premiati (selezione)
- 1954: Asha Devi Aryanayakam, Bir Bhan Bhatia, Perin Captain, K. R. Chakravorty, Amalprava Das, Surinder Kumar Dey, Ramji Vasant Khanolkar, Achamma Mathai, Apa Saheb Bala Saheb Pant, K. Shankar Pillai, Tarlok Singh, Machani Somappa
- 1955: Perakath Verghese Benjamin, Kewal Singh Choudhary, Krishna Kanta Handique, Mary Clubwala Jadhav, Mahesh Prasad Mehray, Laxminarayan Sahu, Ratan Shastri, Omkarnath Thakur
- 1956: Sohan Singh Bhakna, Surya Kumar Bhuyan, Murugappa Channaveerappa Modi, Chintaman Govind Pandit, Sthanam Narasimha Rao, Isaac Santra
- 1957: Laxman Mahadeo Chitale, Nalini Bala Devi, Gurbaksh Singh Dhillon, Ram Prakash Gehlote, Sudhir Khastgir, Ralengnao Khathing, Dwaram Venkataswamy Naidu
- 1958: Shambhu Maharaj, Nargis, Bal Raj Nijhawan, Benjamin Peary Pal, Navalpakkam Parthasarthy, Devika Rani, Satyajit Ray, Moturi Satyanarayana, Kunwar Digvijai Singh, R. S. Subbalakshmi
- 1959: K. S. Chandrasekharan, Sailabala Das, Lakshman Singh Jangpangi, Surendranath Kar, Om Prakash Mathur, Atma Ram, Mihir Sen, Homi Sethna, Milkha Singh
- 1960: Nanabhai Bhatt, Bina Das, Vijay Hazare, Bellary Shamanna Kesavan, Adinath Lahiri, Artaballabha Mohanty, Jasu Patel, Nuthakki Bhanu Prasad, M. G. Ramachandran, Ayyagiri Rao, Arati Saha, Sophia Wadia
- 1961: Vinayaka Krishna Gokak, Kattingeri Krishna Hebbar, Kamalabai Hospet, Jinvijay, Bismillah Khan, Hilda Mary Lazarus, M. G. K. Menon, Parshuram Mishra, Man Mohan Suri, Mithuben Petit
- 1962: Tarasankar Bandyopadhyay, Nari Contractor, Sönam Gyatso, Gostha Pal, Sachidananda Routray, Madre Teresa di Calcutta, Polly Umrigar
- 1963: Mushtaq Ali, P. K. Banerjee, George William Gregory Bird, Brij Krishna Chandiwala, Ahindra Choudhury, Mehboob Khan, Melville de Mellow, Leela Sumant Moolgaokar, Rasheed Ahmad Siddiqui
- 1964: Paramananda Acharya, Srinivasa Ambujammal, Nawang Gombu, Gopalan M. J., Vinayak Pandurang Karmarkar, Adi Pherozeshah Marzban, Charanjit Singh, P. C. Sorcar
- 1965: Jack Gibson, Mona Chandravati Gupta, Hakim Abdul Hameed, Wilson Jones, Anant Kanekar, Verghese Kurien, Guru Kunchu KurupChandra Prakash Vohra, Gopal Prasad Vyas, Sonam Wangyal
- 1966: Kishan Lal, Jagdish Prasad, Sayyid Ahmedullah Qadri, Sumitra Charat Ram, Bhanumathi Ramakrishna, Hari Shankar Sharma, Rajkavi Inderjeet Singh Tulsi
- 1967: Chandravadan Mehta, Sashadhar Mukherjee, Mansoor Ali Khan Pataudi, Maganbhai Ramchhodbhai Patel, Edith Helen Paull, Mohammed Rafi, Kallur Subba Rao, Guduru Venkatachalam
- 1968: M. R. Acharekar, Begum Akhtar, Sharan Rani Backliwal, Nikhil Banerjee, D. R. Bendre, Manibhai Desai, Sunil Dutt, Bhaurao Krishnaji Gaikwad
- 1969: Khwaja Ahmad Abbas, David Abraham Cheulkar, B. K. Anand, Tarapada Basu, Narayan Shridhar Bendre, Nautam Bhatt, Chandu Borde, S. D. Burman, Ram Kumar Caroli
- 1970: Ananda Chandra Barua, Ajit Kumar Basu, Bishan Singh Bedi, Sukumar Bose, Indumati Chamanlal, Siddheshwar Shastri Chitrav, Prem Dhawan, Sohan Lal Dwivedi, Ratna Fabri, Gemini Ganesan, Ritwik Ghatak
- 1971: Baba Amte, M. Balamuralikrishna, Robin Banerjee, Lila Ramkumar Bhargava, Savita Behen, Atmaram Raoji Bhat, Pramathanath Bishi, Sankho Chaudhuri, Leslie Claudius
- 1972: Himangshu Mohan Choudhury, Charles Correa, Girija Devi, Chandraprava Saikiani, Balu Sankaran, Suchitra Sen
- 1973: Boyi Bhimanna, Sitara Devi, K. T. Dholakia, Farokh Engineer, Balwant Gargi, Shyam Lal Gupta, V. Krishnamurthy, T. N. Krishnan, Kishan Maharaj
- 1974: Kaifi Azmi, Pushkar Bhan, Queenie H. C. Captain, Mani Madhava Chakyar, Mani Kumar Chetri, Bindhyabasini Devi, Naina Devi, Nutan
- 1975: Suraj Mal Agrawal, Arjumand Wahabuddin Ahmed, Bhishan Saroop Bansal, Malati Barua, Ajit Chandra Chatterjee, Rajagopala Chidambaram, Krishna Prasad Dar
- 1976: L. Kijungluba AO, Shyam Benegal, Ismat Chughtai, Raghubhai Morarji Nayak, Bishambhar Nath Pande, Krishna Chandra Panigrahi, Thangam Philip, A. K. Ramanujan
- 1977: Jehangir Sabavala, Ghulam Rasool Santosh, T. S. Satyan, Devendra Satyarthi, Madhuri R. Shah, Meena Shah, Evelyn Norah Shullai, Sibte Hasan Zaidi
- 1981: Dashrath Patel, Ram Punjwani, S. H. Raza, P. K. Sethi, Bhagat Puran Singh, Padma Subrahmanyam, K. Vardachari Thiruvengadam, Claire Vellut
- 1982: Kalim Ajiz, Allah Jilai Bai, Vaikom Muhammad Basheer, Ammannur Madhava Chakyar, Swami Kalyandev, Krishnaswamy Kasturirangan
- 1983: Vijay Amritraj, S. S. Badrinath, Raj Baveja, Ahalya Chari, Saroj Raj Choudhury, Bahadur Singh Chouhan, Sirkazhi Govindarajan, Guru Hanuman, Saliha Abid Hussain
- 1984: Ganga Devi, Mohammad Hamid Ansari, Mayangnokcha Ao, Amitabh Bachchan, Charles Borromeo, Maria Renee Cura, Ben Kingsley
- 1985: Palghat R. Raghu, Naseeruddin Shah, Usha Sharma, Ashangbam Minaketan Singh, Jasdev Singh, Jadunath Supakar, P. T. Usha, M. S. Valiathan, Anutai Wagh
- 1986: Anil Agarwal, Shankar Bapu Apegaonkar, Kanika Banerjee, Chandi Prasad Bhatt, Mahasweta Devi, Krishan Dev Dewan, Santosh Kumar Kackar
- 1987: Nazir Ahmed, Mohammad Izhar Alam, Begum Zaffar Ali, Jaya Arunachalam, K. Balachander, Vanaja Iyengar, Gurbachan Jagat, Kumudini Lakhia, Vijaya Mehta
- 1988: Jitendra Abhisheki, Viswanathan Anand, Mohammad Azharuddin, Shabana Azmi, Teejan Bai, Bikash Bhattacharjee, Madaram Brahma, Avinder Singh Brar, Nissim Ezekiel, K. M. George, Zakir Hussain
- 1989: Kalim Ajiz, Mithu Alur, Vedaratnam Appakutti, Anita Desai, Ratan Thiyam, Upendra Trivedi, V. Venkatachalam
- 1990: Achyut Madhav Gokhale, Kamal Haasan, Anna Hazare, Yashpal Jain, Renana Jhabvala, Sharad Joshi, Bishamber Khanna, Krishen Khanna, Gopi Chand Narang, Dagdu Maruti Pawar, Nilmani Phookan, Om Puri, Gulshan Rai, Kapila Vatsyayan
- 1991: Kapil Deva Dvivedi, Ramesh Gelli, Bharath Gopi, Narinder Kumar Gupta, Syed Hassan
- 1992: Saiyid Amir Hasan Abidi, Aspy Adajania, Madhava Ashish, Jaya Bachchan, Manoj Kumar, Ramesh Kumar, Ram Sarup Lugani, Usha Kehar Luthra, Kailash Sankhala, Hakam Singh, M. Kirti Singh, Tapan Sinha, Luis Jose De Souza
- 1998: Mammootty, Kunja Bihari Meher, Antony Padiyara, Chewang Phunsog, Aditya Narayan Purohit, Lila Ram, Suryadevara Ramachandra Rao, Shahir Krishnarao Sable, Lalsangzuali Sailo
- 1999: K. A. Abraham, Javed Akhtar, Ram V. Sutar, Sachin Tendulkar, Natwar Thakkar, Devendra Triguna, P. K. Warrier
- 2000: Mathew Kalarickal, Shekhar Kapur, Jagan Nath Kaul, Gurdev Singh Khush, Dina Nath Malhotra, Hema Malini, Anjolie Ela Menon, Rehman Rahi, A. R. Rahman, Santosh Yadav
- 2001:Sandip Kumar Basu, Bisweswar Bhattacharjee, Mahesh Bhupathi, Shobha Naidu, C. G. Krishnadas Nair, M. Krishnan Nair, Leander Paes, Kandathil Mammen Philip, Dhanraj Pillay
- 2002: Padmanabhan Balaram, Dorairajan Balasubramanian, Raj Begum, Vishwa Mohan Bhatt, Pushpa Bhuyan, Turlapaty Kutumba Rao, Mani Ratnam, Kim Yang-shik
- 2003: Manzoor Ahtesham, Ram Gopal Bajaj, Asok Kumar Barua, Manzoor Ahtesham, Ram Gopal Bajaj, Asok Kumar Barua, Sarvagya Singh Katiyar, Aamir Khan, Shafaat Ahmed Khan, Satish
- 2004: Jahnu Barua, Satish Kumar Kaura, Anupam Kher, Sikkil Venkatraman Kunjumani, Flora MacDonald, Gopal Prasad Sinha, Rajpal Singh Sirohi, Bhajan Sopori, Heinrich von Stietencron, Sudhir Tailang
- 2005: Shah Rukh Khan, Ghulam Sadiq Khan, Kavita Krishnamurthy, Anil Kumble, Lalsawma, Gadul Singh Lama, Mammen Mathew, Chaturbhuj Meher, Gurbachan Singh Randhawa
- 2006: Mary Kom, Vasundhara Komkali, Suresh Krishna, Narendra Kumar, Tsering Landol, Lothar Lutze, Yashodhar Mathpal, Sania Mirza
- 2007: Amitav Ghosh, Lalit Pande, Shekhar Pathak, Yusufkhan Mohamadkhan Pathan, Baldev Raj, Pratibha Ray, Rostislav Rybakov, Mahipal S. Sachdev, Teesta Setalvad, Vikram Seth, Shashikala
- 2008: Madhuri Dixit, Vinod Dua, Barkha Dutt, Tony Fernandez, Kekoo Gandhy, Helen Giri, Jatin Goswami, V. R. Gowrishankar, Hans Raj Hans, Sabitri Heisnam, Joseph H. Hulse, M. Night Shyamalan
- 2009: Mahendra Singh Dhoni, Helen, Mathoor Krishnamurty, S. Krishnaswamy, Balbir Singh Kullar, Akshay Kumar, P. R. Krishna Kumar, R. K. Krishna Kumarv, Pratapaditya Pal, Aishwarya Rai
- 2010: Narain Karthikeyan, Ulhas Kashalkar, Hamidi Kashmiri, Sudha Kaul, Saif Ali Khan, Ram Dayal Munda, Arundathi Nag, Saina Nehwal, Vijayalakshmi Ravindranath, Rekha
- 2011: Kajol, Shaji N. Karun, Girish Kasaravalli, Irrfan Khan, Tabù, Sat Pal Khattar, Balraj Komal, Kalamandalam Kshemavathy, Krishna Kumar, Rajni Kumar, Sushil Kumar, Azad Moopen, Gulshan Nanda, Gagan Narang, Krishna Poonia, Karl Harrington Potter
- 2012: V. Adimurthy, Satish Alekar, Nitya Anand, Syed Mohammed Arif, Ajeet Bajaj, Rameshwar Nath Koul Bamezai, Mukesh Batra, Shamshad Begum, Vanraj Bhatia
- 2013: Anvita Abbi, Pablo Bartholomew, Purna Das Baul, Jharna Dhara Chowdhury, Krishna Chandra Chunekar, Yogeshwar Dutt, Ritu Kumar, Nana Patekar, Ramesh Sippy, Ajay K. Sood, Sridevi
- 2014: Vidya Balan, Geeta Mahalik, Paresh Maity, Sengaku Mayeda, Waikhom Gojen Meitei, Mohan Mishra, Ram Mohan, Vamsi Mootha, Siddhartha Mukherjee, Santosh Sivan
- 2015: Sanjay Leela Bhansali, Jacques Blamont, Lakshmi Nandan Bora, Mohammed Burhanuddin(v), Jean-Claude Carrière, Gyan Chaturvedi, Yogesh Kumar Chawla, Raj Chetty, Bibek Debroy, Prahlada
- 2016: Priyanka Chopra, Madhu Pandit Dasa, Ajay Devgn, Sushil Doshi, Ajoy Kumar Dutta, John Ebnezar, Bhikhudan Gadhvi, Daljeet Singh Gambhir, Keki Hormusji Gharda, Soma Ghosh, Deepika Kumari
- 2017: Tilak Gitai, Madan Madhav Godbole, Jitendra Nath Goswami, Vikas Gowda, Karimul Hak, Jitendra Haripal, Sanjeev Kapoor, Dipa Karmakar, Deepa Malik
- 2019: Kamala Pujari
- 2020: Tetsu Nakamura
- 2021: Bombay Jayashri, Kanaka Raju, Birubala Rabha, Balan Putheri